# اینگرید ۱۰۲۶
سیارک ۱۰۲۶ (به انگلیسی: 1026 Ingrid، نامگذاری:1923NY) هزار و بیست و ششمین سیارک کشف شده‌است که در ۱۳ اوت ۱۹۲۳ و در هایدلبرگ کشف شد.
قدر مطلق سیارک برابر ۱۳٫۳۰ است.